# Béthincourt
Béthincourt est une commune française située dans le département de la Meuse, en région Grand Est

## Géographie
Située au nord-ouest de Verdun, la commune est traversée par un affluent de la rive gauche de la Meuse : le ruisseau de Forges. Celui-ci coule d'Ouest en Est, au pied des collines du Barrois, notamment celles du Mort-homme (cote 295) et celle de la cote 304 qui sont « les deux piliers sur la rive gauche de la défense de Verdun » lors de la Grande Guerre. Ces deux piliers sont séparés par le ruisseau de Montzéville (ravin de la Hayette), sous affluent qui rejoint le ruisseau de Forges au sud de Béthincourt. Cette position stratégique vaut à Béthincourt, durant la Première Guerre mondiale, de se retrouver sur la ligne de front.

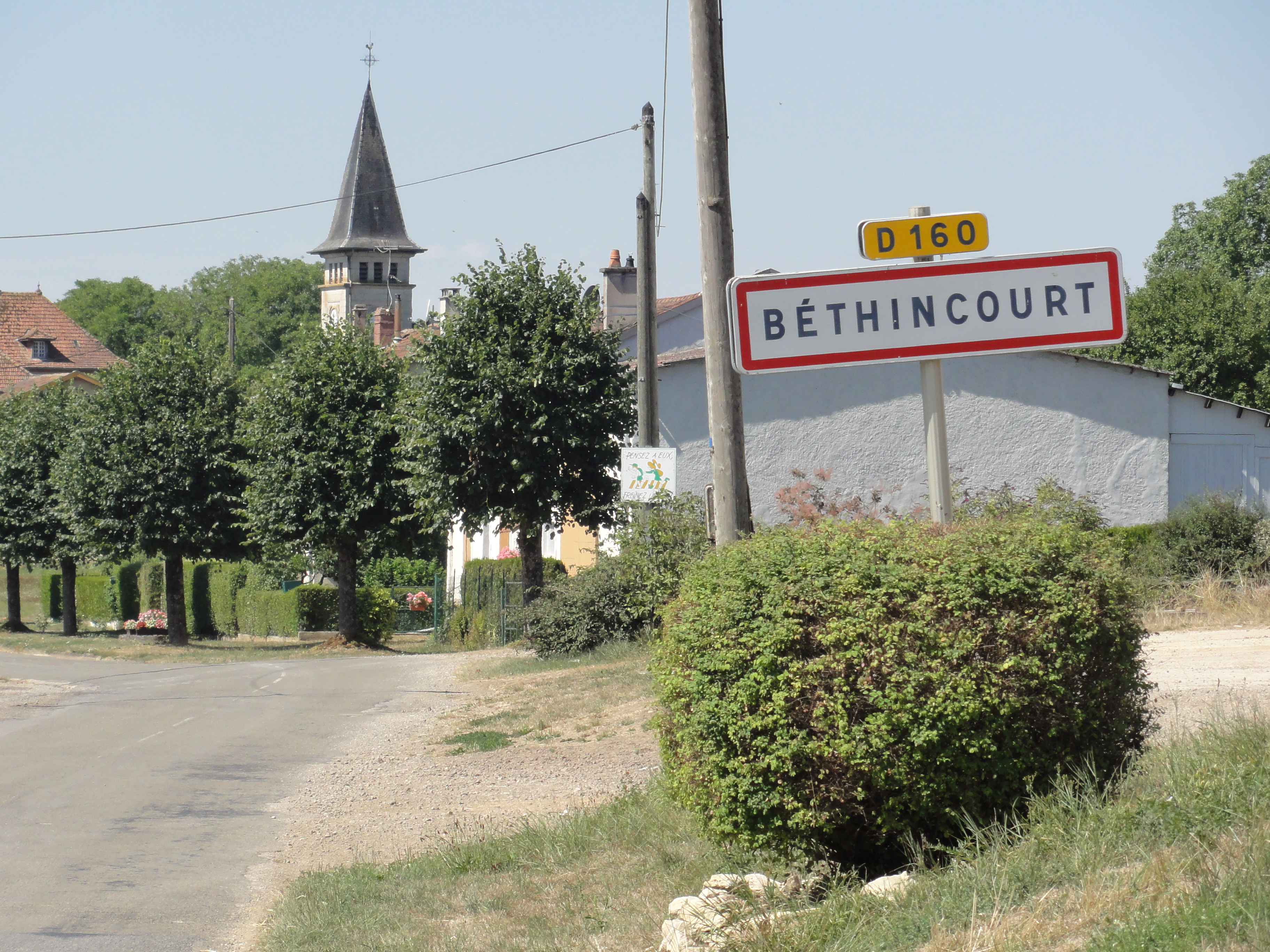
Entrée de Béthincourt.

| Cuisy      | Gercourt-et-Drillancourt | Gercourt-et-Drillancourt |
| Malancourt | Béthincourt              | Gercourt-et-Drillancourt |
| Malancourt | Malancourt               | Cumières-le-Mort-Homme   |

### Hydrographie
La commune est dans le bassin versant de la Meuse au sein du bassin Rhin-Meuse. Elle est drainée par le ruisseau de Forges et le ruisseau de Montzeville,.
Le ruisseau de Forges, d'une longueur de 12 km, prend sa source dans la commune de Malancourt et se jette  dans la Meuse à Forges-sur-Meuse, après avoir traversé trois communes. 

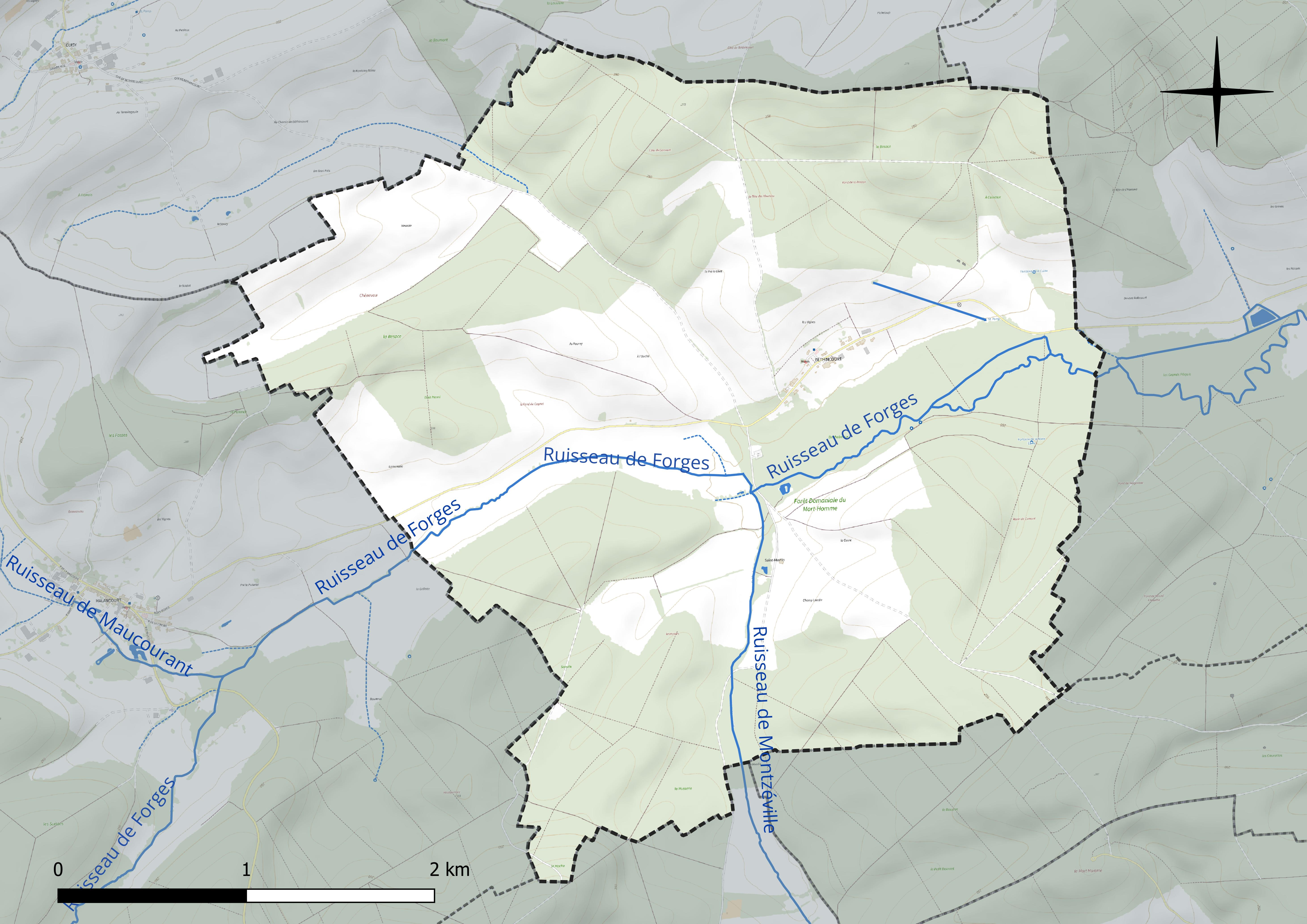
Réseau hydrographique de Béthincourt.

### Climat
Pour des articles plus généraux, voir Climat du Grand Est et Climat de la Meuse.
En 2010, le climat de la commune est de type climat de montagne, selon une étude du Centre national de la recherche scientifique s'appuyant sur une série de données couvrant la période 1971-2000. En 2020, Météo-France publie une typologie des climats de la France métropolitaine dans laquelle la commune est exposée à un climat océanique altéré et est dans la région climatique  Lorraine, plateau de Langres, Morvan, caractérisée par un hiver rude (1,5 °C), des vents modérés et des brouillards fréquents en automne et hiver. 
Pour la période 1971-2000, la température annuelle moyenne est de 9,5 °C, avec une amplitude thermique annuelle de 15,9 °C. Le cumul annuel moyen de précipitations est de 954 mm, avec 14,2 jours de précipitations en janvier et 9,5 jours en juillet. Pour la période 1991-2020, la température moyenne annuelle observée sur la station météorologique de Météo-France la plus proche, « Septsarges », sur la commune de Septsarges à 6 km à vol d'oiseau, est de 10,3 °C et le cumul annuel moyen de précipitations est de 942,8 mm. 
La température maximale relevée sur cette station est de 39,9 °C, atteinte le 25 juillet 2019 ; la température minimale est de −15,7 °C, atteinte le 1er janvier 1997,,. 
Les paramètres climatiques de la commune ont été estimés pour le milieu du siècle (2041-2070) selon différents scénarios d'émission de gaz à effet de serre à partir des nouvelles projections climatiques de référence DRIAS-2020. Ils sont consultables sur un site dédié publié par Météo-France en novembre 2022.

## Urbanisme

### Typologie
Au 1er janvier 2024, Béthincourt est catégorisée commune rurale à habitat très dispersé, selon la nouvelle grille communale de densité à sept niveaux définie par l'Insee en 2022.
Elle est située hors unité urbaine. Par ailleurs la commune fait partie de l'aire d'attraction de Verdun, dont elle est une commune de la couronne,. Cette aire, qui regroupe 103 communes, est catégorisée dans les aires de moins de 50 000 habitants,.

### Occupation des sols
L'occupation des sols de la commune, telle qu'elle ressort de la base de données européenne d’occupation biophysique des sols Corine Land Cover (CLC), est marquée par l'importance des forêts et milieux semi-naturels (64,3 % en 2018), une proportion identique à celle de 1990 (64,3 %). La répartition détaillée en 2018 est la suivante : 
forêts (59 %), terres arables (35,7 %), milieux à végétation arbustive et/ou herbacée (5,3 %). L'évolution de l’occupation des sols de la commune et de ses infrastructures peut être observée sur les différentes représentations cartographiques du territoire : la carte de Cassini (XVIIIe siècle), la carte d'état-major (1820-1866) et les cartes ou photos aériennes de l'IGN pour la période actuelle (1950 à aujourd'hui).

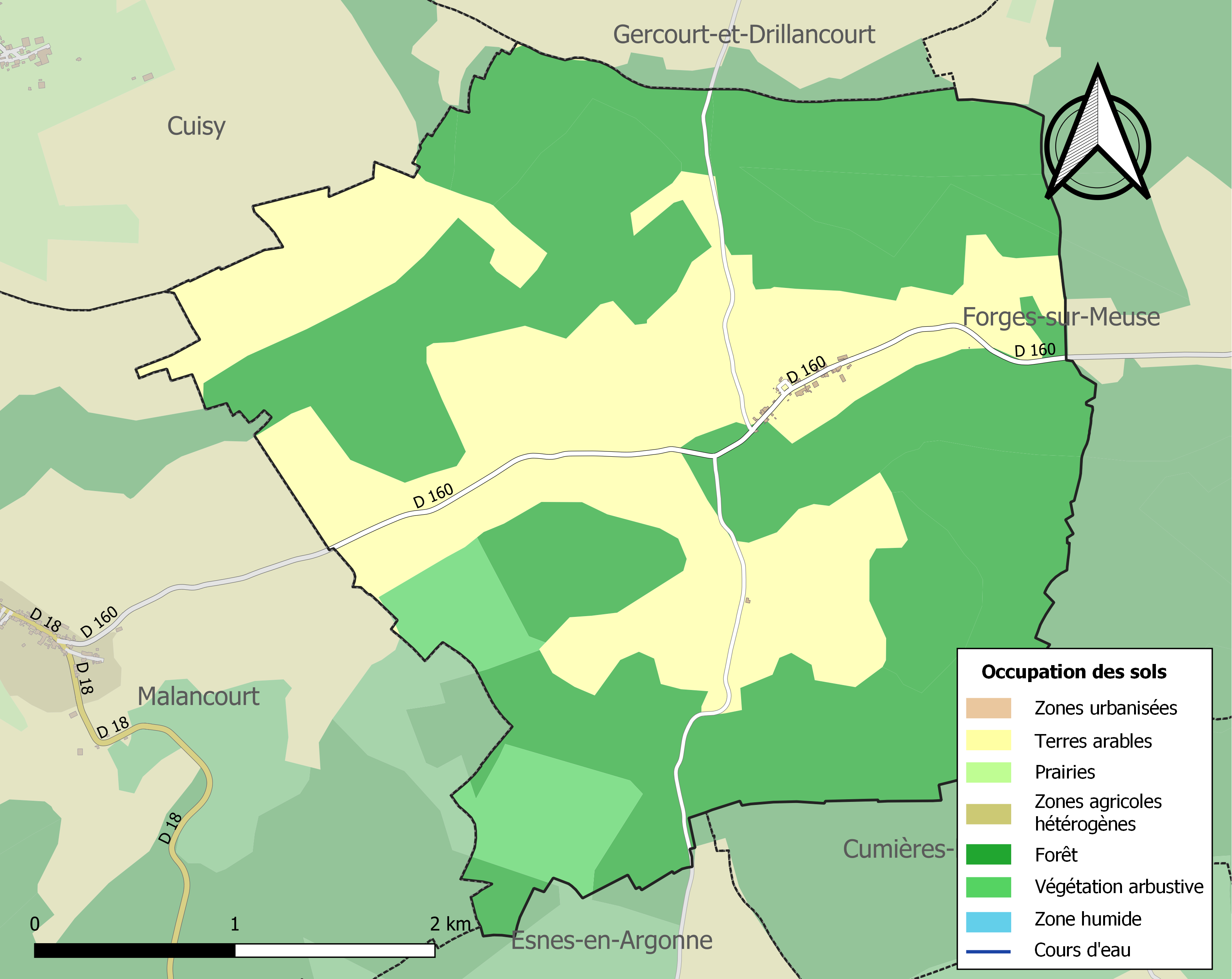
Carte des infrastructures et de l'occupation des sols de la commune en 2018 (CLC).

## Toponymie
Le nom de la localité est attesté sous les formes Bottonis-curtis (980) ; Berthei-curtis (1049) ; Betuncurt (1189) ; Betincort (1213) ; Betincourt (1564) ; Betincour (1656) ; Béthlaincourt (1712) ; Betaincourt (1712) ; Betini-curia (1738) ; Betlincourt, Bertini-curtis (1745).

## Histoire
(juin 2013).

### Béthincourt pendant la guerre mondiale de 1914-1918
L'évacuation de Béthincourt se fait en 2 temps :
1. Face aux premiers bombardements, Les habitants emportent ce qu’ils peuvent, ils ne pensent pas partir longtemps. La population revient, les Allemands n’occupant pas le village.
2. Peu de temps après, la commune est de nouveau bombardée puis occupée par l'armée allemande sans combat du  2 au 16 septembre. En prenant le maire comme otage, le jeudi 10 septembre au matin, sous la pluie, toute la population est sommée, sous peine d’être fusillée, de sortir de chez elle sans rien emporter puis rassemblée sur la place du coq pour y être fouillée avant d’être expulsée du village dans l’obligation d’aller à Verdun pour la plupart puis vers l’inconnu.

Bombardée, reprise lors de la contre-offensive française de la Marne, la commune est à nouveau abandonnée aux Allemands du 24 au 30 septembre 1914. Après une préparation d’artillerie et une attaque d’infanterie, elle est investie par les Français du 30 septembre 1914 au 8 avril 1916.
C'est à Béthincourt, le 26 novembre 1915, que les gaz sont utilisés pour la première fois par les Allemands sur le front de Verdun.

### 55erégiment d'infanterie
Le 55e régiment d'infanterie reste dans la commune de septembre 1914 à juin 1915.
Le 21 février 1916, le tonnerre des canons marque le début de la bataille de Verdun. Situé sur le secteur de Verdun, le village, perdu par les troupes françaises le 8 avril 1916 et repris le 26 septembre 1918, disparaît totalement sous l'acharnement des pilonnages des obus français et allemands.

### 37eRégiment d'infanterie
Le 37e RI est arrivé à Verdun, en premières lignes, le 26 mars 1916. Il relève le 121e RI dans le secteur de Béthincourt / Esnes, pour y assurer la garde du saillant très important constitué par le village de Béthincourt, au nord du ruisseau de Forges. Sa mission est de laisser le temps à la division de s'organiser sur la cote 304. Il est ainsi sacrifié. Les Allemands tentent de s'emparer de Verdun, les combats sont très violents, les bombardements terribles. 
Après la guerre, le village est reconstruit 500 mètres plus à l'Est.

### Béthincourt pendant la Seconde Guerre mondiale
Le village de Béthincourt fait partie des 18  collectivités territoriales (17 communes + le territoire de Nouvelle Calédonie)  médaillées de la Résistance Française (décret du Général de Gaulle du 15/10/1945).
Elle accueille le PC du colonel Grandval, chef des F.F.I pour l'Est de la France, du 6 juin au 13 juillet 1944.

## Politique et administration
| Période                                  | Période   | Identité                                          | Étiquette | Qualité                            |
| ---------------------------------------- | --------- | ------------------------------------------------- | --------- | ---------------------------------- |
| Les données manquantes sont à compléter. |           |                                                   |           |                                    |
| mars 2001                                | mars 2008 | Brigitte Buysse                                   |           |                                    |
| mars 2008                                | En cours  | Marie-Claude Thil Réélue pour le mandat 2020-2026 | PS        | Agricultrice, ancienne enseignante |

## Démographie
L'évolution du nombre d'habitants est connue à travers les recensements de la population effectués dans la commune depuis 1793. Pour les communes de moins de 10 000 habitants, une enquête de recensement portant sur toute la population est réalisée tous les cinq ans, les populations de référence des années intermédiaires étant quant à elles estimées par interpolation ou extrapolation. Pour la commune, le premier recensement exhaustif entrant dans le cadre du nouveau dispositif a été réalisé en 2006.

En 2022, la commune comptait 47 habitants, en évolution de +30,56 % par rapport à 2016 (Meuse : −4,4 %, France hors Mayotte : +2,11 %).
| 1793 | 1800 | 1806 | 1821 | 1831 | 1836 | 1841 | 1846 | 1851 |
| ---- | ---- | ---- | ---- | ---- | ---- | ---- | ---- | ---- |
| 543  | 518  | 581  | 653  | 635  | 646  | 620  | 628  | 630  |

| 1856 | 1861 | 1866 | 1872 | 1876 | 1881 | 1886 | 1891 | 1896 |
| ---- | ---- | ---- | ---- | ---- | ---- | ---- | ---- | ---- |
| 579  | 565  | 540  | 516  | 540  | 485  | 514  | 480  | 420  |

| 1901 | 1906 | 1911 | 1921 | 1926 | 1931 | 1936 | 1946 | 1954 |
| ---- | ---- | ---- | ---- | ---- | ---- | ---- | ---- | ---- |
| 420  | 449  | 384  | 51   | 117  | 83   | 93   | 55   | 69   |

| 1962 | 1968 | 1975 | 1982 | 1990 | 1999 | 2006 | 2011 | 2016 |
| ---- | ---- | ---- | ---- | ---- | ---- | ---- | ---- | ---- |
| 88   | 58   | 39   | 34   | 25   | 35   | 24   | 31   | 36   |

| 2021 | 2022 | - | - | - | - | - | - | - |
| ---- | ---- | - | - | - | - | - | - | - |
| 43   | 47   | - | - | - | - | - | - | - |

## Culture locale et patrimoine

### Lieux et monuments
- Église Saint-Martin de Béthincourt, reconstruite et consacrée en 1930. L'église originale étant détruite lors des combats du Mort Homme et de la cote 304 en 1916, durant la guerre 1914-18. La cloche, sauvegardée, est devenu un mémorial sur la place du village.
- Le monument aux morts.
- Le mémorial et la croix Gobet et Lardier. Cécile Gobet, sécretaire du colonel Grandval, fusillée, et René Lardier, aide de Camp du colonol Grandval, déporté, décédé au camp de Sarrebrück Neue Bremm.

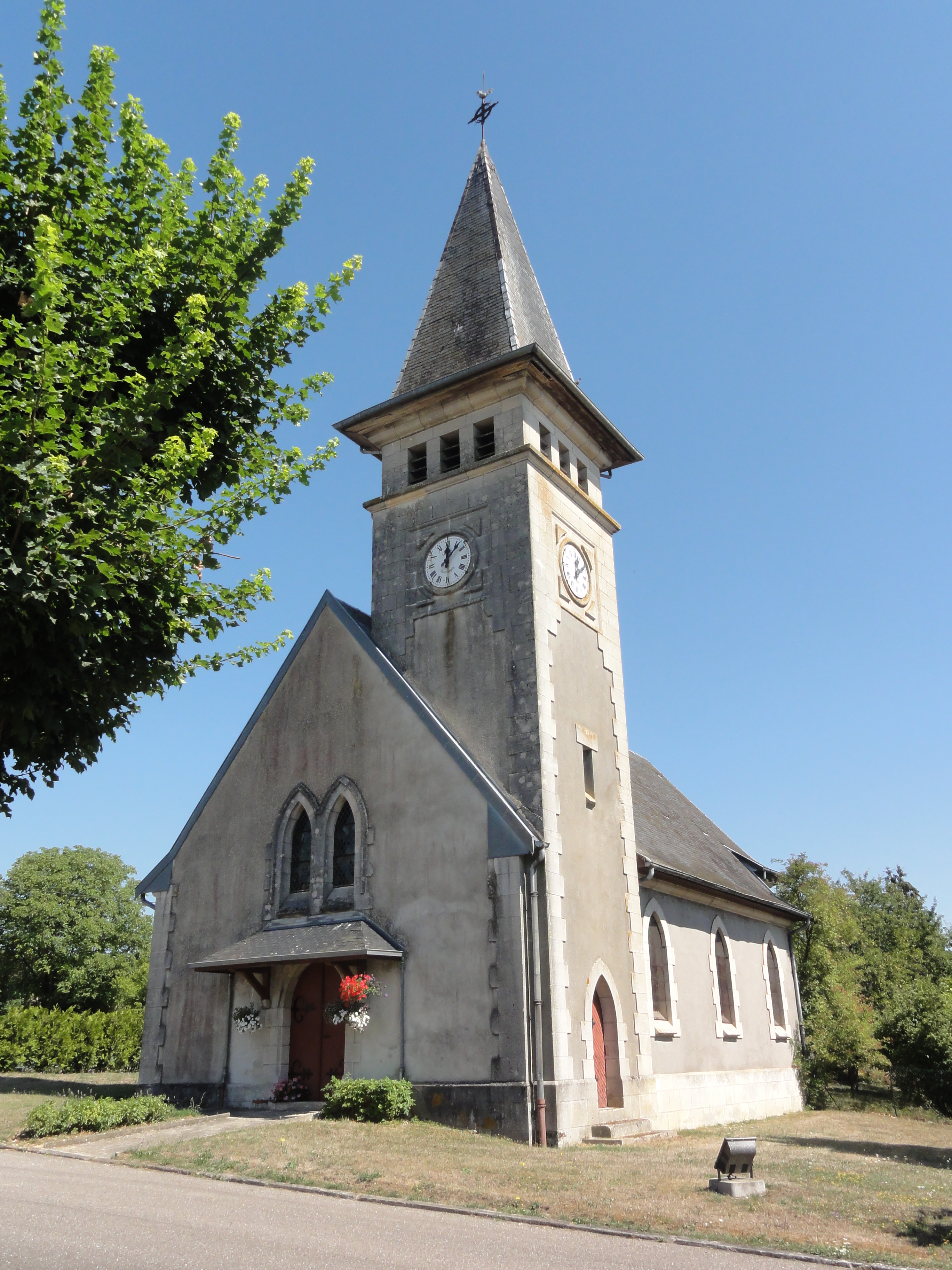
Église Saint-Martin.
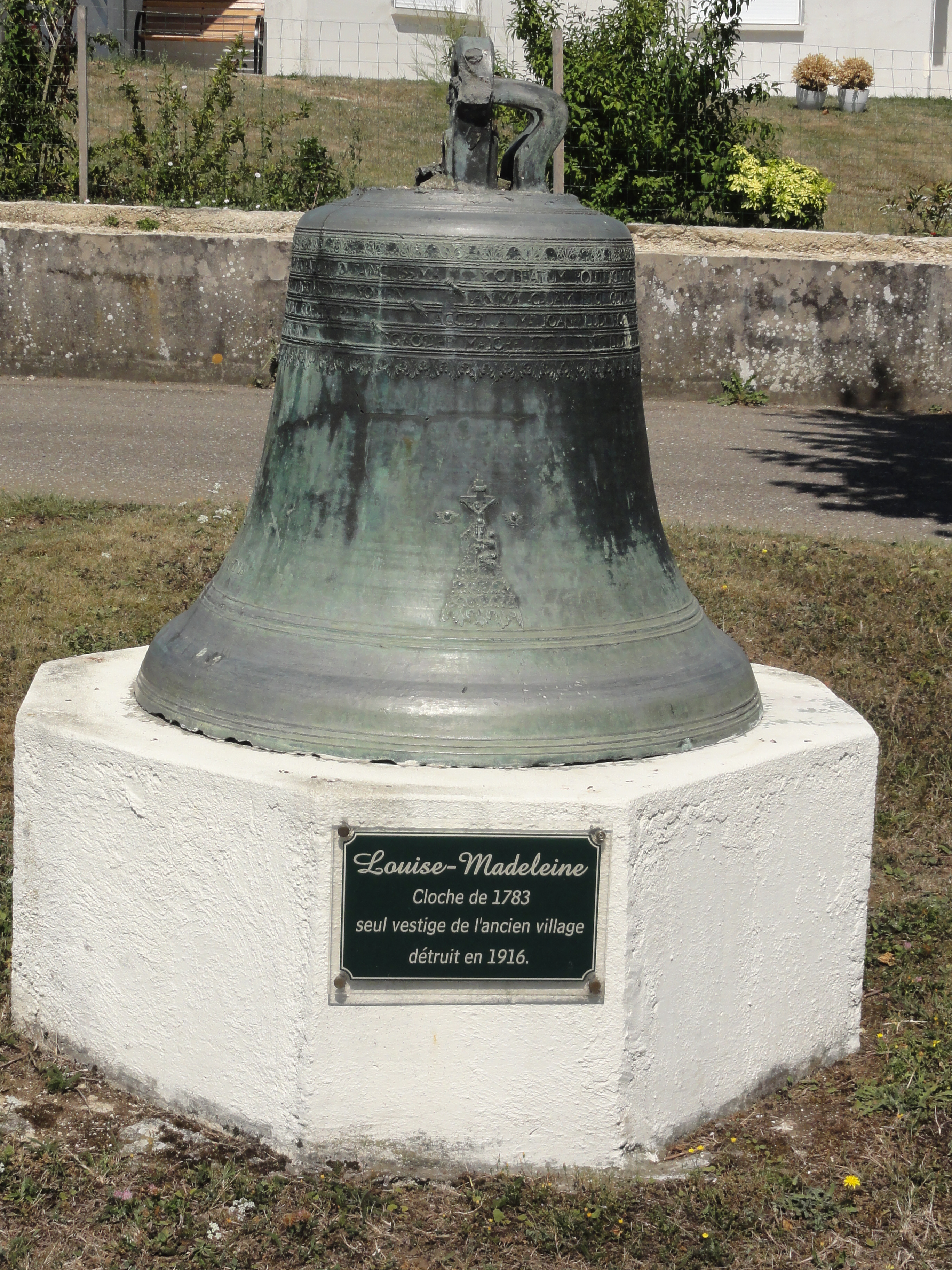
La cloche sauvegardée.
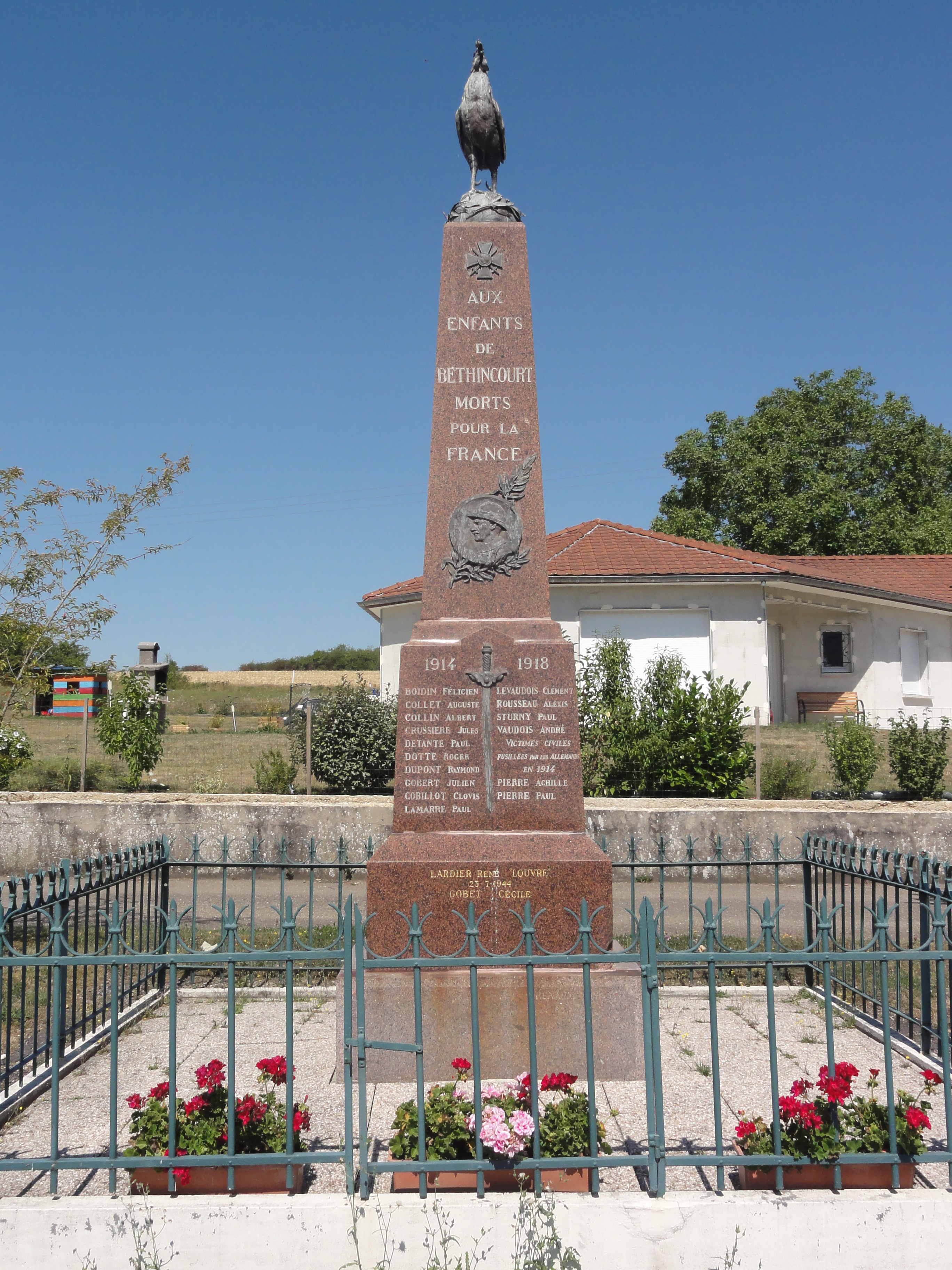
Le monument aux morts.
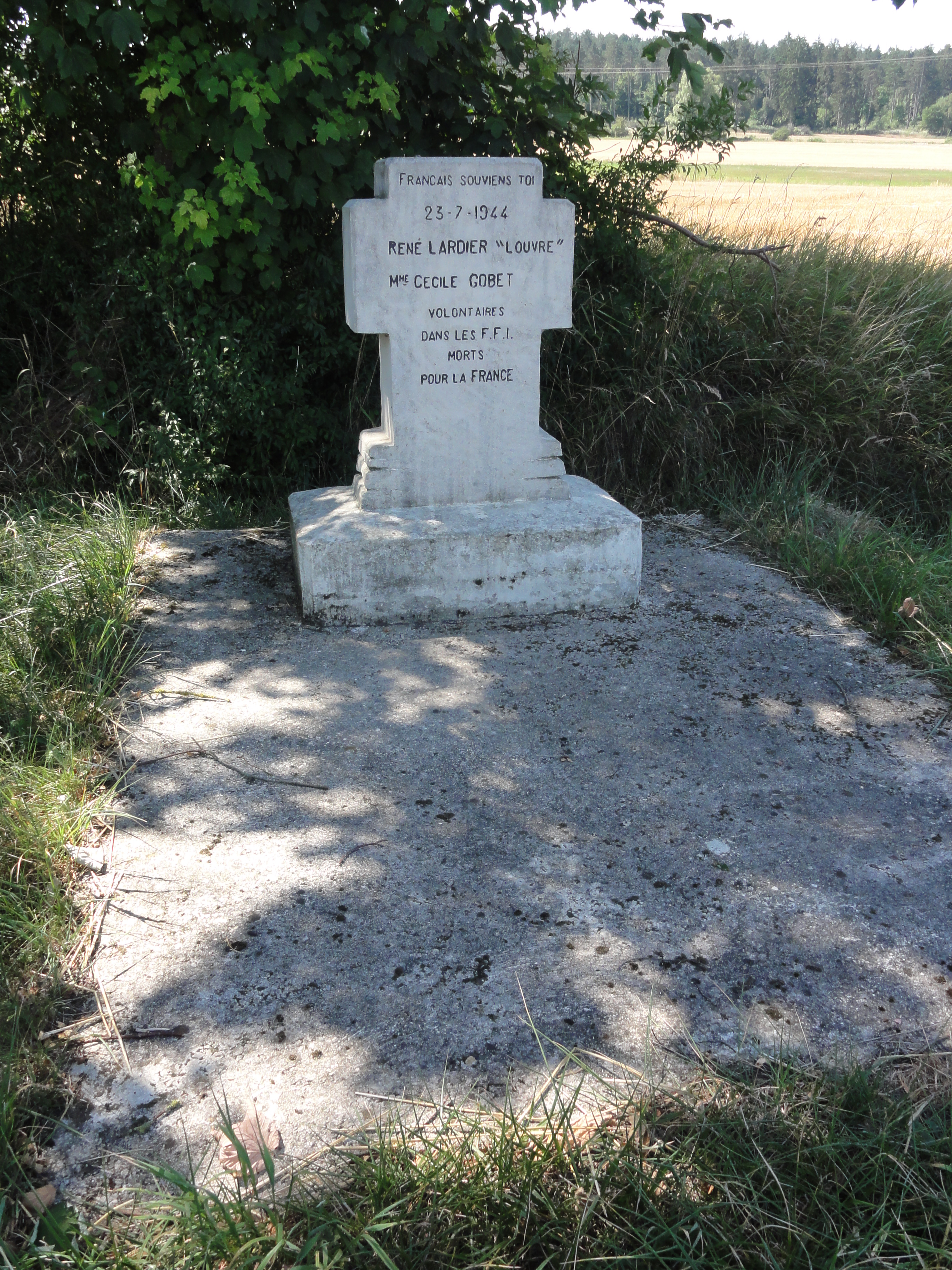
La croix Gobet et Lardier.

### Personnalités liées à la commune
Le colonel Gilbert Grandval, chef régional de la région C Grand Nord Est de la France, établit son poste de Commandement à Béthincourt du 6 juin au 13 juillet 1944. Compagnon de la Libération, il est promu Gouverneur de la Sarre après la guerre.

### Héraldique
| Blason de Béthincourt | Blason  | D’or, à un foudre, à huit éclairs rayonnants, surmonté à dextre d’un fer de moulin et à senestre d’une molette, les trois de gueules ; au chef triangulaire d’azur à une mitre d’or.                            |
| Blason de Béthincourt | Détails | Armoiries composées et dessinées par Robert LOUIS, héraldiste, et Dominique LACORDE, historien membres du Comité Lorrain d’Héraldique et utilisées depuis septembre 2019, Madame Marie-Claude THIL étant maire. |